# Susie Wiles

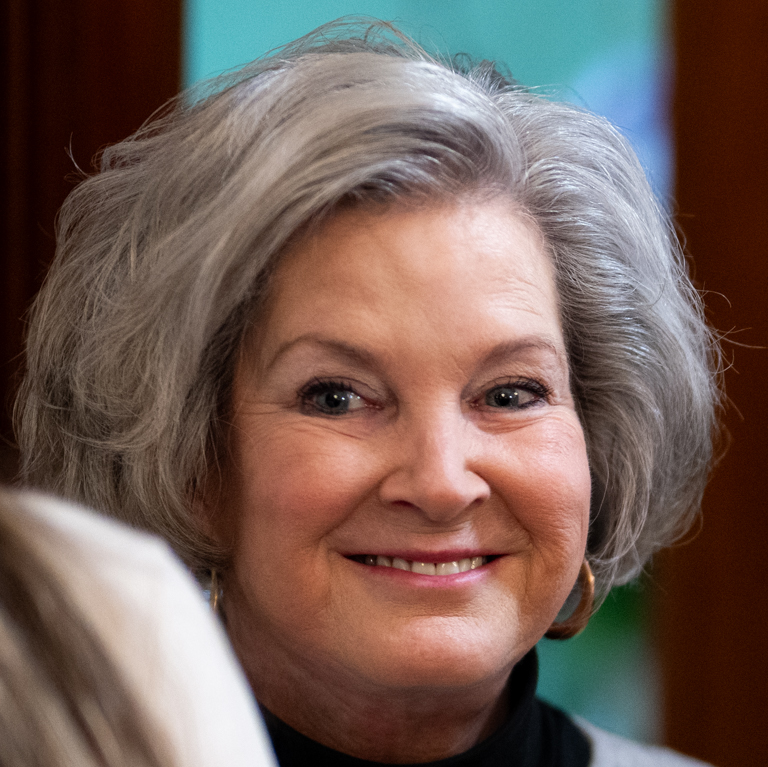
Susie Wiles, 2025

Susan „Susie“ Wiles (* 14. Mai 1957 in New Jersey als Susan Summerall) ist eine US-amerikanische Politikberaterin. Sie leitete den Wahlkampf von Donald Trump um die Präsidentschaftswahl in den Vereinigten Staaten 2024 und wurde nach dessen Wahl vom designierten Präsidenten zur Stabschefin des Weißen Hauses für das Kabinett Trump II ausgewählt. Damit ist sie seit dem 20. Januar 2025 die erste Frau in dieser Funktion.

## Leben

### Herkunft und Privatleben
Susan Summerall wurde in New Jersey geboren und wuchs dort auf – sie ist eines von drei Kindern von George Allen „Pat“ Summerall, der in der US-National Football League spielte, und dessen Frau Katherine Elliott Jacobs. Sie absolvierte die University of Maryland in College Park. Wiles war mit Lenny Wiles, einem republikanischen Politikberater, verheiratet, mit dem sie 1985 nach Jacksonville zog, 2017 ließ sich das Paar scheiden; sie hat zwei Töchter.

### Politische Arbeit
1979 wurde Wiles Assistentin des Abgeordneten im Repräsentantenhaus der Vereinigten Staaten, Jack Kemp; 1980 beteiligte sie sich als Wahlkampfplanerin an Ronald Reagans Präsidentschaftswahlkampf. In den 1990er Jahren war Wiles Stabschefin von John Delaney, dem Bürgermeister von Jacksonville; sie arbeitete auch für die US-Abgeordnete Tillie Fowler.
Von 2004 bis 2009 beriet sie den Bürgermeister von Jacksonville, John Peyton. Bei den Gouverneurswahlen in Florida 2010 half Wiles maßgeblich bei der Wahl des Geschäftsmanns Rick Scott; dieser galt ohne große Unterstützung in der Republikanischen Partei damals als Außenseiter.
Von Januar bis Juli 2011 war Wiles Wahlkampfmanagerin für den Präsidentschaftswahlkampf des ehemaligen Gouverneurs von Utah, Jon Huntsman; Wiles leitete außerdem fast ein Jahrzehnt lang die Lobbyfirma Ballard Partners mit Sitz in Tallahassee (Florida), zog sich aber im September 2019 aus gesundheitlichen Gründen zurück.

#### Tätigkeit für Donald Trump

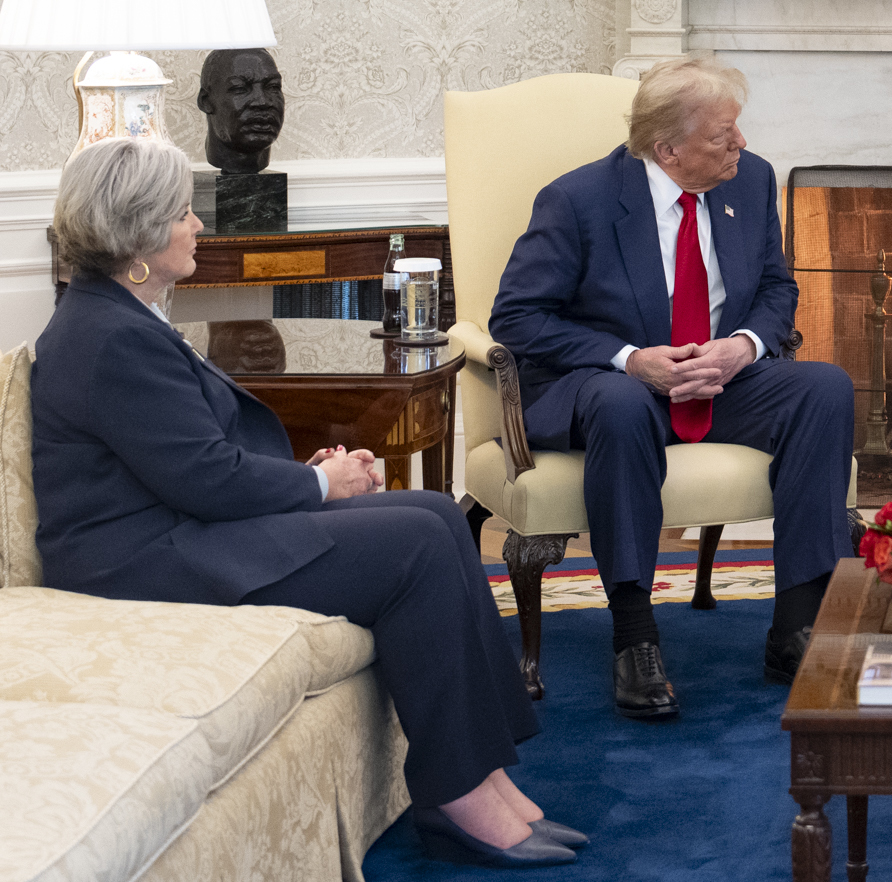
Wiles und President-elect Donald Trump, 2024

Bei der US-Präsidentschaftswahl 2016 leitete Wiles die Wahlkampagne von Donald Trump im Bundesstaat Florida. Bei der Gouverneurswahl 2018 in Florida wurde Wiles Berichten zufolge von Trump beauftragt, den Republikaner Ron DeSantis im Wahlkampf zu unterstützen: Dieser beschrieb Wiles als die „Beste im Geschäft“. Allerdings führten Spannungen mit DeSantis 2019 zu ihrer Entlassung und Wiles bezeichnete die Arbeit für DeSantis als den „größten Fehler“ ihrer gesamten Karriere. Im März 2021 wurde Wiles zur Leiterin des Political Action Committee (PAC) Save America ernannt. Im April 2021 bezeichnete Politico Wiles als „den neuen Boss an der Spitze der Trump-Welt“ – Unter ihrer Leitung übernahm Save America die Anwaltskosten für Trump-Mitarbeiter, welche in die zahlreichen Gerichtsverfahren gegen den ehemaligen Präsidenten verwickelt waren. Im August 2022 wurde sie im Vorfeld der Kongresswahlen von 2022 und der Ankündigung seiner Präsidentschaftskampagne 2024 als Trumps Stabschefin bezeichnet.
In den letzten Monaten des Präsidentschaftswahlkampfes 2024 bekräftigte Trump, dass Wiles mit Chris LaCivita die beiden seien, welche seinen Wahlkampf leiteten, nachdem es zu einem Machtkampf mit Corey Lewandowski um die Wahlkampfleitung gekommen gewesen sein soll. 2024 auch berichteten Politico und The Guardian, dass Wiles sich selbst als „gemäßigte Republikanerin“ bezeichnete. Zwei Tage nach Trumps Sieg bei den Präsidentschaftswahlen 2024 erhielt Wiles von ihm die Ernennung für das Amt des Stabschefs im Weißen Haus; sie ist die erste Frau und die 32. Person in dieser Funktion.
Nach der US-Präsidentschaftswahl 2024 gehörte Wiles zu den engsten Beratern Trumps bei der Zusammenstellung seiner zweiten Regierung.